# Іванов Соломон Матвійович
Соломон Матвійович Іванов (1912, улус Еей Аларського аймаку Іркутської губернії, тепер Усть-Ординського Бурятського округу Іркутської області, Російська Федерація — вересень 1964, місто Москва, Російська Федерація) — радянський діяч, голова Ради народних комісарів (Ради міністрів) Бурят-Монгольської АРСР. Депутат Верховної Ради СРСР 1—3-го скликань.

## Біографія
Народився в багатодітній родині сільського коваля і тесляра.
З 1928 по 1931 рік навчався в Аларській початковій і семирічній школах. У 1928 році вступив до комсомолу. У 1931—1932 роках — слухач однорічних курсів при Бурят-Монгольському педагогічному технікумі.
Член ВКП(б) з 1932 року.
У 1932—1933 роках — секретар комітету комсомолу Єравнінського м'ясорадгоспу Єравнінського аймаку Бурят-Монгольської АРСР. У 1933—1934 роках — завідувач культурно-пропагандистського відділу комітету ВЛКСМ Улан-Уденського паровозовагонного заводу.
У 1934—1936 роках — партійний організатор ВКП(б) радгоспу Улан-Уденського паровозовагонного заводу. З 1936 по травень 1937 року — інструктор, партійний організатор ВКП(б) вагоноскладального цеху, вагонного комбінату Улан-Уденського паровозовагонного заводу, з травня по листопад 1937 року — заступник секретаря комітету ВКП(б) Улан-Уденського паровозовагонного заводу.
З 5 листопада 1937 до 27 грудня 1948 року — голова Ради народних комісарів (з 1946 року — Ради міністрів) Бурят-Монгольської АРСР.
У 1948—1950 роках — слухач курсів перепідготовки при ЦК ВКП(б) у Москві.
З 13 січня 1950 по 17 березня 1951 року — голова Ради міністрів Бурят-Монгольської АРСР.
Потім — персональний пенсіонер.
Помер у вересні 1964 року після тривалої та важкої хвороби в Москві.

## Нагороди
- орден Леніна
- орден Трудового Червоного Прапора (29.02.1940)
- орден «Знак Пошани»
- медалі